# Хронологија
Хронологија је наука која се бави смештањем догађаја у времену. Назив хронологија потекао је од грчких речи χρόνος - "време" и λόγος - "наука, реч, мисао". Хронологија може бити упоредна - она се бави смештањем одређеног догађаја у односу на неки други, са којим је повезан - или апсолутна - смештање догађаја у тачно одређене датуме у Хронолошкој ери. Распоред догађаја, са тачно одређеним датумима, од најранијег ка најкаснијем или обрнутог, такође се назива хронологија или списак догађаја на временској линији. (погледај и хронику.)

## Подела хронологије
Постоје две врсте хронологије: 
- математска или астрономска
- техничка или историјска.

Математска или астрономска хронологија своје закључке заснива на астрономским проучавањима. Техничка или историјска проучава разне начине на које су народи у прошлости примењивали своја знања о кретањима небеских тела у рачунању времена.

## Рачунање времена по ери
Бројање година од утврђеног почетка хронологија назива се ером.
1. Ера олимпијада. Олимпијска ера броји године од прве олимпијаде одржане 1. јула 776. године пре нове ере. Овај систем датирања увео је сицилијански историчар Тимеј. С престанком олимпијских игара 393. године престаје и употреба олимпијске ере.
2. Ера ab urbe condita. Римљани су бројали године од оснивања Рима.
3. Ера конзула (annus consularis). Користили су је Римљани у политичком животу. После 153. године пре нове ере конзули су се мењали 1. јануара. Последњи пут датирано је по конзулима писмо папе Сергија 904. године.
4. Царска ера. Увео је цар Јустинијан I 537. године наредбом да документа морају да буду датирана по годинама владања царева од дана њиховог крунисања.
5. Цариградска (византијска) ера. Употребљавала се прво у Византији у седмом веку. По тој ери године се рачунају "од стварања света" (ab orbe conditio). Почетак те ере датира од 1. септембра 5508. године пре нове ере. Овом ером су датиране старе српске повеље.
6. Јеврејска ера. Јевреји датирају документа по години "стварања света" и по тој ери свет је створен 3760. године пре нове ере.
7. Ера хиџре или мухамеданска ера. Употребљавала се у исламским земљама. Она се рачуна према сеоби Мухамеда у Медину 622. године наше ере. Почетак се рачуна од првог дана арапске месечеве године тј. 16. јула 622. године.
8. Хришћанска ера (aera vulgaris). Почетак ове ере рачуна се по Христовом рођењу. Њен зачетник је римски игуман Дионисије Мали. За почетак рачунања узео је 1. јануар 754. године. Међутим његово рачунање није било тачно, јер се Христ родио 6 или 7 година раније.

Данас време рачунамо на два начина. Оно што се десило пре рођења Христовог (пре нове ере) и све оно што се десило после тога (нове ере). У старој ери се године рачунају од већег броја ка мањем, а у новој од мањег ка већем.

## Реформа календара
Римљани су прво имали цивилну годину која се називала Ромулова година. Састојала се од 10 месеци или од 304 дана: 6 месеци су имали по 30 дана, а 4 месеца су имала по 31 дан. 
Касније се њихова година делила на 12 месеци: 7 месеци је имало 31 дан, 4 су имала 30, а један месец (фебруар) је имао 28 дана у обичној, а 29 дана у преступној години. Ту поделу користимо и дан данас.
Почетак године је различито тумачен, а ти разни начини рачунања почетка године у хронологији се називају стилови. 
- Stilus byzantinus - по коме година почиње 1. септембра и траје до 31. августа;
- Stilus nativitatis - година почиње 25. децембра, на Божић;
- Stilus incarnationis (stilus annuntiationis) - година почиње на дан празника Навештења, 25. марта;
- Mos venetus - увели су га стари Римљани, и по њему година почиње 1. марта
- Stilus circumcisionis - током средњег века био је у употреби у свакодневном животу, преузет је из јулијанског календара и то је стил који се данас користи (година почиње 1. јануара)
- Stilus gallicus - почетак године се рачуна по Ускрсу, због чега има 35 могућности (од 22. марта до 25. априла)[4]

## Јулијански и грегоријански календар
Јулије Цезар је творац јулијанског календара. Он је 46. године реформисао календар према предлогу александријског астронома Сосигена. По тој реформи година има 365 дана и 6 сати, а сваке четврте године има 366 дана (додаје се један дан због остатка од 6 сати). Како се вековима нагомилавала велика разлика између цивилне и сунчане године, Цезар је између новембра и децембра уметнуо 67 дана, па је година трајала 445 дана. Уведен је календар и према тзв. оријентацијским данима у месецу, али је и он био нетачан, јер сунчана година износи 365 дана, 5 сати, 48 минута и 46 секунди. Због тога је јулијанска година била дужа од сунчане за 11 минута и 14 секунди. Због ових погрешних претпоставки дошло је до нове реформе календара.
Папа Гргур XIII је 1582. извршио нову реформу календара. Основне промене у односу на јулијански календар су биле:
- Дан пролећне равнодневнице померен је са 11. на 21. март (у складу са одлуком донесеном на Никејском сабору 325. године)
- Година 1582. због заостатка из претходних векова помера се са 5. на 15. октобар
- Сунчана година траје 365 дана, 5 сати, 48 минута и 46 секунди
- Све године се претварају у обичне, а преступне су само оне које су без остатка дељиве са 400 (нпр.: 1600, 2000, 2400. итд.)

Грегоријански календар прихватиле су католичке земље. Хрватска уводи реформу 1587. године по којој се помера са 22. на 31. октобар. Србија је прихватила реформу 1919. године померивши са 19. на 31. јануар. Совјетски Савез је увео нови календар 1. фебруара 1918. године.

## Црквени календар
Од друге половине првог века хришћани су преузели од Јевреја поделу времена на седмице (недеље). Седмица се састоји од 7 дана и сваки од њих има свој редни број и своје име везано за име планете (Јевреји су преузели ову поделу од Вавилонаца):
У средњем веку ти дани су се звали:
- Dies dominica (дан Господњи) или dies Solis (дан Сунца) - недеља
- Lunae dies (дан Месеца) - понедељак
- Martis dies (Марсов дан) - уторак
- Mercurii dies (Меркуров дан) - среда
- Iovis dies (Јупитеров дан) - четвртак
- Veneris dies (Венерин дан) - петак
- Saturni dies (Сатурнов дан) или Sabbati dies (према називу јеврејског празника) - субота

Хришћански средњи век их назива по бројевима:
- Dies dominica (дан Господњи) - недеља
- Secunda feria (други празник) - понедељак
- Tertia feria (трећи празник) - уторак
- Quarta feria (четврти празник) - среда
- Quinta feria (пети празник) - четвртак
- Sexta feria (шести празник) - петак
- Septima feria (седми празник) - субота

Постоје три врсте дана:
1. dies naturalis - време од изласка до заласка сунца, а његово трајање зависи од годишњег доба
2. dies artificialis - време дана и ноћи заједно
3. dies civilis - време од поноћи до поноћи

Стари Египћани су дан делили на сате. Ту поделу су преузели Грци, а потом и Римљани. У средњем веку подела је била на: mane - рано јутро, gallicinium - петлов пев, diluculum - праскозорје, vespere - предвече, итд.
Римљани су имали временску јединицу од 9 дана. Деветог дана се одржавао сајам (nundinae). Дане у овом временском размаку означавали су почетним словима алфабета: A, B, C, D, E, F, G, H, I. Слово A увек одговара првом дану у години, а слово G седмом.
Месец је био датиран на два начина, римски и болоњски.
Mos Romanus је настао код старих Римљана и користе га углавном црквене институције. Дани у месецу се датирају рачунајући колико су удаљени од једног од три оријентациона дана у месецу: Kalendae(први дан у месецу), Nonae (5. или 7. дан у месецу) и Idus (13. или 15. дан у месецу).
Mos Bononiensis је настао на лангобардском подручју. По овом начину месец се дели на два дела: првих 15 дана (односно 16, уколико месец има 31 дан) датирају се према растућим бројевима од 1 до 15 (16) и називају се: mense intrante, introeunte, ingrediente; 15. дан у месецу назива се mediante mense, док се за другу половину месеца користе називи mense exeunte, desinente, stante, astante, restante.

## Галерија
- Бог времена Хрон
- Гај Јулије Цеѕар
- Папа Гргур XIII
- Грегоријански календар (прва страница папинске буле)